# Jones Creek
Jones Creek – wieś w Stanach Zjednoczonych, w stanie Teksas, w hrabstwie Brazoria.